# バレ県
バレ県（仏: Balé）は、ブルキナファソのブクル・デュ・ムウン地方に位置する 県。面積4,595 km2、2006年の人口は213,897人で、県都はボロモ (Boromo) である。
総人口の21万人余のうち20万人が地方に住んでおり、都市部と地方部の人口分布が偏っている。また、総人口のうち105,853人が男性、108,044人が女性である。
ボロモは首都のワガドゥグーと南西部のボボ・ディウラッソ、アフリカゾウの群れが見られる国立公園を結ぶ幹線道路に面する。

## 下位行政区画

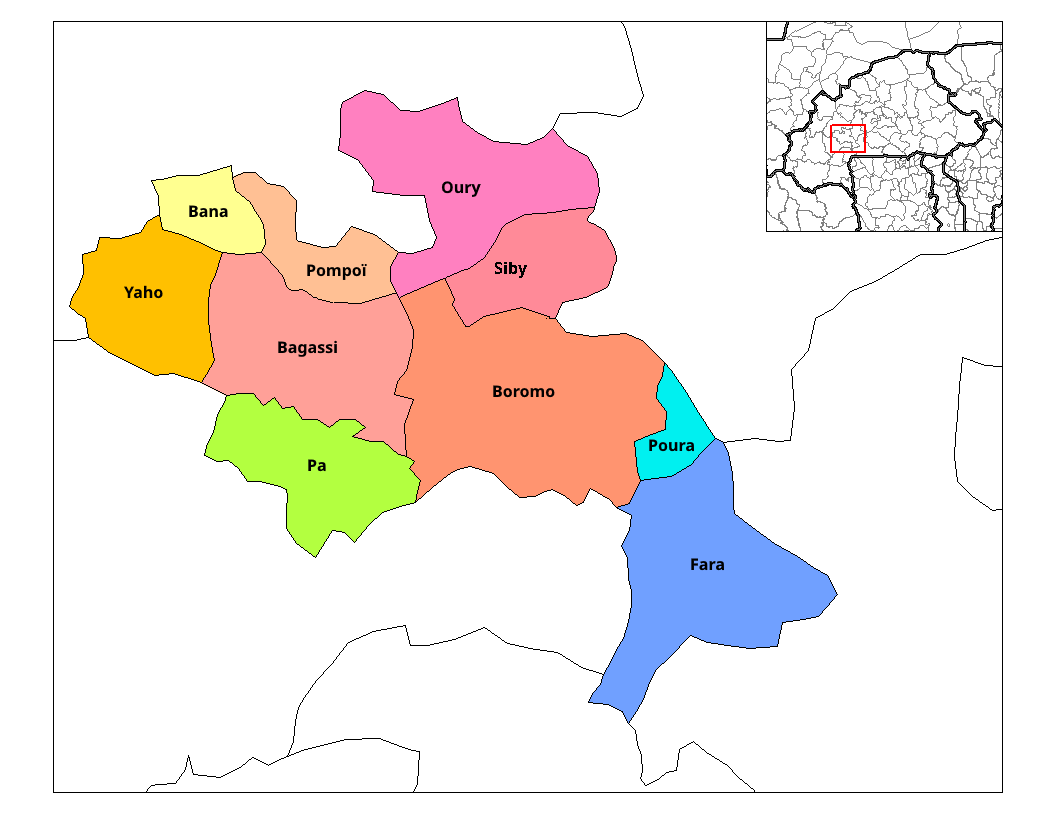
郡の区割り

県内には10の郡がある。
| 郡名       | 首府     | 総人口   |
| ---------- | -------- | -------- |
| バガッシ郡 | バガッシ | 33,130人 |
| バナ郡     | バナ     | 12,999人 |
| ボロモ郡   | ボロモ   | 30,305人 |
| ファラ郡   | ファラ   | 37,194人 |
| ウリー郡   | ウリー   | 26,892人 |
| パー郡     | パー     | 19,675人 |
| ポンポワ郡 | ポンポワ | 11,060人 |
| プラ郡     | プラ     | 12,075人 |
| シビー郡   | シビー   | 14,143人 |
| ヤオ郡     | ヤオ     | 16,424人 |

## 隣接する県
- ムフン県
- サンギエ県
- シッシリ県
- イオバ県
- トゥイ県